# (4574) Yoshinaka
(4574) Yoshinaka – planetoida z grupy pasa głównego asteroid okrążająca Słońce w ciągu 5 lat i 73 dni w średniej odległości 3 j.a. Została odkryta 20 grudnia 1986 roku. Przed nadaniem nazwy planetoida nosiła oznaczenie tymczasowe (4574) 1986 YB.